# Firmatecknare
Firmatecknare eller teckningsansvarig kallas den som tecknar en juridisk persons firma, det vill säga har befogenhet att företa rättshandlingar, som att skriva under avtal, vilka blir bindande för den juridiska personen.
I de flesta fall kan firmatecknaren delegera ansvar genom att ge fullmakt till någon annan. Exempelvis har en så kallad prokurist fått fullmakt, prokura, att teckna firman och alltså företräda en i handelsregistret antecknad näringsidkare. Beträffande vissa rättshandlingar finns emellertid ingen möjlighet för firmatecknaren att befullmäktiga någon annan[källa behövs].